# Enzo Cannavale
Pour les articles homonymes, voir Cannavale.
Enzo Cannavale, à l'état civil Vincenzo Cannavale, né le 5 avril 1928 à Naples et mort dans cette même ville le 18 mars 2011, est un acteur italien.

## Biographie
Enzo Cannavale est l'aîné de quatre frères. Il est « découvert » par Eduardo De Filippo alors qu'il est un employé des postes.
Représentant du théâtre napolitain, acteur comique, acteur de genre, il a foulé les planches avec Eduardo De Filippo et Aldo Giuffré. Il a ainsi joué dans les comédies à succès Fortunato...!, Miseria e nobiltà et La festa di Montevergine.
Il a eu de très nombreux rôles au cinéma, surtout dans le cinéma de genre des années 1970 et des années 1980. Il a souvent joué en duo avec Bombolo. Il s'est fait connaitre du grand public en jouant avec Bud Spencer dans la série des « Piedone » de Steno, traduit en français par « Pied plat » (Un flic hors-la-loi, Le Cogneur, Pied plat en Afrique et Pied plat sur le Nil).
En reconnaissance de sa longue carrière artistique, il reçoit en 1988 le Ruban d'argent du meilleur acteur dans un second rôle pour son rôle dans 32 dicembre (it) de Luciano De Crescenzo. La même année, il joue dans Cinema Paradiso, le film de Giuseppe Tornatore qui emporte le grand prix au Festival de Cannes de 1989 ainsi que l'Oscar du meilleur film en langue étrangère.
Il meurt en 2011 à l'âge de presque 83 ans d'une crise cardiaque.

## Filmographie

### Cinéma
- 1949 : Yvonne la Nuit, de Giuseppe Amato - non crédité
- 1961 : Lions au soleil (Leoni al sole), de Vittorio Caprioli
- 1962 : La Bataille de Naples, de Nanni Loy
- 1966 : Opération San Gennaro (Operazione San Gennaro) de Dino Risi
- 1967 : Stasera mi butto (it), d'Ettore Maria Fizzarotti
- 1967 : La Belle et le Cavalier, de Francesco Rosi
- 1968 : Chimera, d'Ettore Maria Fizzarotti
- 1968 : Operazione ricchezza, de Vittorio Musy Glori
- 1968 : Zum zum zum, de Bruno Corbucci et Sergio Corbucci
- 1969 : Il suo nome è Donna Rosa (it), d'Ettore Maria Fizzarotti
- 1969 : Zum Zum Zum n° 2 (it), de Bruno Corbucci
- 1970 : Mezzanotte d'amore (it), d'Ettore Maria Fizzarotti
- 1971 : Comment entrer dans la mafia (Cose di Cosa Nostra) de Steno
- 1971 : Miracle à l'italienne, de Nino Manfredi
- 1971 : La Grosse Combine (Il furto è l'anima del commercio!?...), de Bruno Corbucci
- 1971 : Roma bene, de Carlo Lizzani
- 1971 : Trastevere, de Fausto Tozzi
- 1972 : Une bonne planque, d'Alberto Lattuada
- 1972 : Alfredo, Alfredo, de Pietro Germi
- 1972 : Camorra, de Pasquale Squitieri
- 1973 : Sgarro alla camorra, d'Ettore Maria Fizzarotti
- 1973 : Un flic hors-la-loi, de Steno
- 1974 : La signora gioca bene a scopa?, de Giuliano Carnimeo
- 1974 : Il trafficone, de Bruno Corbucci
- 1974 : On demande professeur accompagné de ses parents, de Mino Guerrini
- 1974 : Il domestico, de Luigi Filippo d'Amico (it)
- 1975 : Quel movimento che mi piace tanto (it), de Franco Rossetti
- 1975 : À nous les lycéennes, de Michele Massimo Tarantini
- 1975 : La prof donne des leçons particulières, de Nando Cicero
- 1975 : Le Cogneur, de Steno
- 1975 : Vergine, e di nome Maria, de Sergio Nasca
- 1975 : La Femme aux enchères, de Alberto Bevilacqua
- 1976 : La segretaria privata di mio padre (it), de Mariano Laurenti
- 1976 : L'affittacamere (it), de Mariano Laurenti
- 1976 : La Grande Bagarre, de Pasquale Festa Campanile
- 1977 : Orazi e Curiazi 3 - 2 (it), de Giorgio Mariuzzo (it)
- 1977 : Cara sposa, de Pasquale Festa Campanile
- 1977 : Taxi Girl, de Michele Massimo Tarantini
- 1977 : Calibre magnum pour l'inspecteur (Napoli si ribella), de Michele Massimo Tarantini
- 1978 : L'inquilina del piano di sopra (it), de Ferdinando Baldi
- 1978 : Gegè Bellavita, de Pasquale Festa Campanile
- 1978 : Squadra antimafia, de Bruno Corbucci
- 1978 : Comment perdre sa femme et trouver une maîtresse (Come perdere una moglie e trovare un'amante) de Pasquale Festa Campanile
- 1978 : Pied plat en Afrique, de Steno
- 1979 : Liquirizia, de Salvatore Samperi
- 1979 : Squadra antigangsters, de Bruno Corbucci
- 1979 : L'imbranato (it), de Pier Francesco Pingitore
- 1979 : L'anello matrimoniale, de Mauro Ivaldi
- 1979 : Agenzia Riccardo Finzi... praticamente detective (it), de Bruno Corbucci
- 1979 : John's fever, ce soir on s'éclate, de Neri Parenti
- 1980 : Il casinista (it), de Pier Francesco Pingitore
- 1980 : Pied plat sur le Nil, de Steno
- 1980 : L'Amour en première classe, de Salvatore Samperi
- 1980 : Razza selvaggia, de Pasquale Squitieri
- 1981 : Rosa, chaste et pure, de Salvatore Samperi
- 1981 : La settimana bianca (it), de Mariano Laurenti
- 1981 : Il marito in vacanza (it), d'Alessandro Lucidi (it) et Maurizio Lucidi
- 1981 : Tutta da scoprire, de Giuliano Carnimeo
- 1981 : La settimana al mare (it), de Mariano Laurenti
- 1981 : Una vacanza del cactus (it), de Mariano Laurenti
- 1981 : Delitto al ristorante cinese, de Bruno Corbucci
- 1982 : È forte un casino (it), d'Alessandro Metz (it)
- 1982 : Giuramento (it), d'Alfonso Brescia
- 1982 : Il paramedico (it), de Sergio Nasca
- 1982 : Per favore, occupati di Amelia, de Flavio Mogherini
- 1982 : La sai l'ultima sui matti?, de Mariano Laurenti
- 1982 : Il sommergibile più pazzo del mondo (it), de Mariano Laurenti
- 1982 : Sturmtruppen II (Sturmtruppen 2 - Tutti al fronte) de Salvatore Samperi
- 1983 : Sfrattato cerca casa equo canone (it), de Pier Francesco Pingitore
- 1983 : Un jeans e una maglietta (it), de Mariano Laurenti
- 1983 : La discoteca (it), de Mariano Laurenti
- 1983 : Il tifoso, l'arbitro e il calciatore (it), de Pier Francesco Pingitore
- 1984 : Il ragazzo di campagna, de Castellano et Pipolo
- 1985 : Mes chers amis 3, de Nanni Loy
- 1985 : Vacanze d'estate (it), de Ninì Grassia
- 1987 : Le vie del Signore sono finite, de Massimo Troisi
- 1987 : Il coraggio di parlare (it), de Leandro Castellani (it)
- 1988 : 32 dicembre (it), de Luciano de Crescenzo
- 1988 : La Maison du sourire, de Marco Ferreri
- 1988 : Man spricht deutsch, de Hanns Christian Müller (it)
- 1988 : Se lo scopre Gargiulo (it), de Elvio Porta
- 1988 : Cinema Paradiso, de Giuseppe Tornatore
- 1990 : Samedi, dimanche et lundi, de Lina Wertmüller
- 1990 : Le comiche (it), de Neri Parenti
- 1993 : Condannato a nozze, de Giuseppe Piccioni
- 1993 : Pacco, doppio pacco e contropaccotto (it), de Nanni Loy
- 1999 : Amore a prima vista (it), de Vincenzo Salemme (it)
- 2000 : L'uomo della fortuna, de Silvia Saraceno
- 2001 : Mari del sud, de Marcello Cesena (it)
- 2003 : Ho visto le stelle! (it), de Vincenzo Salemme
- 2009 : I mostri oggi (it), de Enrico Oldoini

### Télévision
- 1963 : Peppino Girella (it), de Eduardo De Filippo - mini-série télé
- 1964 : Bene mio core mio - téléfilm
- 1964 : Il sindaco del Rione Sanità- téléfilm
- 1970 : FBI - Francesco Bertolazzi investigatore (it) - série télé
- 1972 Les Aventures de Pinocchio, de Luigi Comencini - mini-série, non crédité
- 1984 : Sponsor City - émission sur TV Rete 4 Mondadori
- 1986 : Le volpi della notte - téléfilm
- 1992 : Vicini di casa (it) - série télé
- 1995 : Un figlio a metà un anno dopo - téléfilm
- 1995 : Occhio di falco (it), de Vittorio De Sisti - série télé
- 1996 : Pazza famiglia 2 (it) - mini-série télé
- 1996 : Favola (it), de Fabrizio De Angelis - téléfilm
- 1997 : Ladri si nasce (it) - téléfilm
- 1998 : Anni '50 (it) - série télé
- 1999 : L'ispettore Giusti (it) - série télé
- 1999 : Tre stelle - mini-série télé
- 2001 : Non ho l'età (it) - téléfilm
- 2001 : Francesca e Nunziata (it) - téléfilm
- 2002 : Non ho l'età 2 (2002) - mini-série télé
- 2010 : I delitti del cuoco (it) : épisode I morti non fanno paura, d'Alessandro Capone - série télé